# Sulguni
Sulguni o suluguni es un queso georgiano en salmuera de la región de Samegrelo. Tiene un sabor ácido, moderadamente salado, una textura con hoyuelos y una consistencia elástica; estos atributos son el resultado del proceso utilizado, al igual que el origen de su apodo de "queso encurtido". Su color varía del blanco al amarillo pálido. El sulguni a menudo se fríe, lo que enmascara su olor. También se sirve en cuñas. Sulguni está patentado por Georgia desde el 24 de enero de 2012.
Un queso sulguni típico tiene una forma de disco plano, de 2,5 a 3,5 centímetros de espesor. Su peso suele rondar de 0,5 a 1,5 kg (1,1 a 3,3 lb) y contiene un 50% de agua y entre 1% y 5% de sal. El contenido de grasa seca promedia el 45%.  El queso sulguni se produce únicamente con ingredientes naturales: leche de vaca normalizada mediante coagulación con cuajo, con cultivos puros de bacterias lácteas.

## Etimología
Existe una versión según la cual la palabra sulguni sería etimológicamente escrita como сулугун (sulugun) osético (dialecto digor), añadiendo el formante nominativo georgiano i, donde sulu significa suero y el formante -gun significa "hecho de".  Sin embargo, esta versión no tiene en cuenta el hecho de que inicialmente este queso se producía en la región de Samegrelo, al oeste de Georgia, que no limita con otras regiones de Georgia donde se utiliza parcialmente el idioma osetio. Al mismo tiempo, inicialmente en lengua megrelia el nombre suena como selegin ( sele - verbo. "amasar", gin - familia de ganado (búfalos, vacas) cuya leche se utiliza para producir el queso). El primer amasado del queso es la etapa clave del proceso final de producción del queso. Estos argumentos contradicen la etimologización basada en el osetio sulu. Se supone que selegin se transformó en suluguni como resultado de la migración del nombre al georgiano y al este y otras regiones de Georgia. La etimología popular postula que el nombre sulguni proviene de dos palabras georgianas: suli (que significa "alma") y guli ("corazón").

## Producción

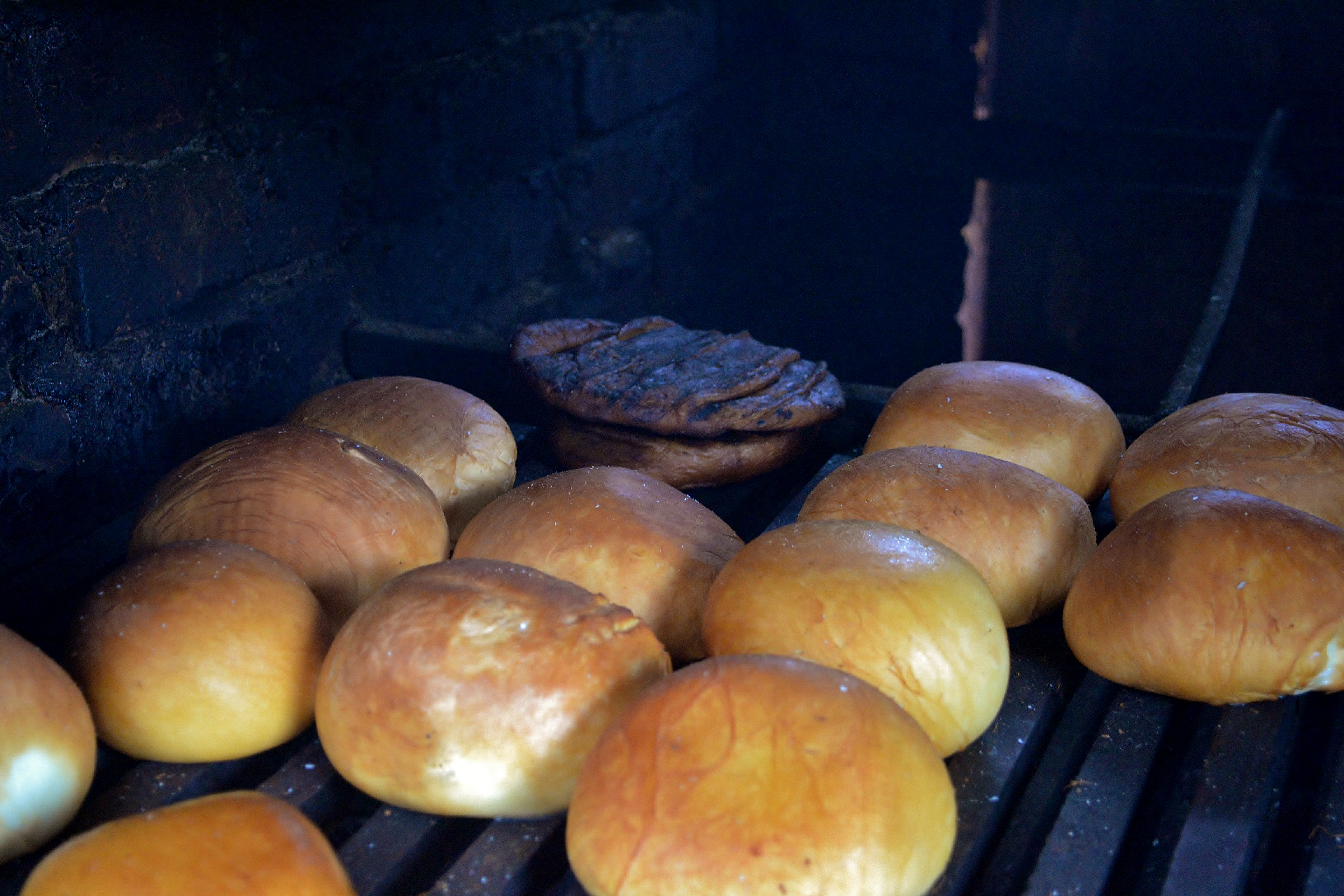
Suluguni siendo ahumado

Según algunas fuentes de la década de 1970, el sulguni representaba alrededor del 27% de la producción de queso en Georgia.  Era el tercer queso encurtido más popular en la Unión Soviética, con una popularidad del 16,5% en 1987 (después del bryndza y el queso osetio). 
El sulguni suele producirse a partir de leche normalizada de vaca, de búfala o de una mezcla de estas leches. Es un “queso rápido” ya que madura en tan sólo uno o dos días.  La mezcla de leche normalizada y bacterias se escalda a 36-38 °C o, alternativamente, cuajado sin escaldar. Luego se cheddariza en suero a 34-35 grados. °C durante un máximo de cinco horas, alcanzando una acidez titulable de 140-160 °C. 
Luego la masa de queso cheddar se corta en trozos de entre 1 y 3 centímetros de largo. Se calientan a 60-80 °C en un mezclador rotatorio, ya sea directamente o con suero o salmuera añadidos. La plastificación de la masa cruda tarda entre cinco y siete minutos. La plastificación seca directa produce un queso más graso y seco con un sabor superior.  Luego la masa de queso plastificada se enfría, se le quita el suero y se le da forma a mano. Los quesos moldeados se curan en frío (8-12 °C), en una salmuera ligeramente ácida de 6 a 48 horas.
Durante mucho tiempo, el queso de cuajo sulguni era producido únicamente por agricultores georgianos locales, pero en 2012 la empresa láctea georgiana "LTD Sante GMT products" comenzó a producir sulguni envasado. Utilizan un proceso de producción totalmente automatizado, con operaciones manuales minimizadas.
En Rusia, el queso suluguni se produce según la tecnología descrita en GOST R 53437-2009 "Quesos Suluguni y Sloistyi. Especificaciones".